# Lista de presidentes da Assembleia Legislativa de Pernambuco
Esta é uma lista de presidentes da Assembleia Legislativa de Pernambuco. A Assembleia já adotou mais de um nome ao longo de sua história: de sua fundação, em 1835, até a Proclamação da República era a Assembleia Legislativa Provincial de Pernambuco. De 1891 até 1930, período em que o poder legislativo de Pernambuco era bicameral, era a Câmara dos Deputados de Pernambuco, nome que deixou de adotar após a Revolução de 1930 e desde então adota o nome atual.

## Período Monárquico
Com o Ato Adicional de 1834, foram criadas as Assembleias Legislativas Provinciais, em substituição ao Conselhos Gerais de Província. A Assembleia Legislativa Provincial de Pernambuco possuiu 36 membros na sua primeira legislatura e foi instalada em 1º de abril de 1835. Ela funcionou até 1889, ano da Proclamação da República.
| N° | Presidente                                        | Imagem | Partido                   | Início do Mandato  | Término do Mandato | Observações                            | Fontes              |
| 1  | Tomás Antônio Maciel Monteiro                     |        | Partido Conservador (PCN) | 1 de abril de 1835 | 1843               | Presidente eleito em sufrágio indireto | [ 2 ] [ 3 ] [ 4 ]   |
| 2  | Francisco de Paula Cavalcanti de Albuquerque      |        | Partido Conservador (PCN) | 1844               | 1845               | Presidente eleito em sufrágio indireto | [ 3 ] [ 5 ]         |
| 3  | Manoel de Souza Teixeira                          |        | Partido Conservador (PCN) | 1846               | 1847               | Presidente eleito em sufrágio indireto | [ 3 ] [ 6 ]         |
| 4  | Joaquim José de Azevedo                           |        | ?                         | 1848               | 1848               | Presidente eleito em sufrágio indireto | [ 3 ]               |
| 5  | Joaquim Vilela de Castro Tavares                  |        | ?                         | 1849               | 1849               | Presidente eleito em sufrágio indireto | [ 3 ]               |
| 6  | Pedro Francisco de Paula Cavalcanti e Albuquerque |        | Partido Liberal (PL)      | 1850               | 1860               | Presidente eleito em sufrágio indireto | [ 3 ] [ 7 ]         |
| 7  | Manuel Joaquim Carneiro da Cunha                  |        | Partido Conservador (PCN) | 1861               | 1861               | Presidente eleito em sufrágio indireto | [ 3 ] [ 8 ]         |
| 8  | Pedro Francisco de Paula Cavalcanti e Albuquerque |        | Partido Liberal (PL)      | 1862               | 1863               | Presidente eleito em sufrágio indireto | [ 3 ] [ 7 ]         |
| 9  | Lourenço Trigo de Loureiro                        |        | Partido Liberal (PL)      | 1864               | 1864               | Presidente eleito em sufrágio indireto | [ 3 ] [ 9 ]         |
| 10 | Caetano Xavier Pereira de Brito                   |        | ?                         | 1865               | 1865               | Presidente eleito em sufrágio indireto | [ 3 ]               |
| 11 | Francisco Pedro da Silva                          |        | ?                         | 1866               | 1867               | Presidente eleito em sufrágio indireto | [ 3 ]               |
| 12 | Augusto de Souza Leão                             |        | ?                         | 1868               | 1869               | Presidente eleito em sufrágio indireto | [ 3 ]               |
| 13 | João José Ferreira de Aguiar                      |        | Partido Conservador (PCN) | 1870               | 1870               | Presidente eleito em sufrágio indireto | [ 3 ] [ 10 ] [ 11 ] |
| 14 | Francisco Leopoldino de Gusmão                    |        | ?                         | 1871               | 1871               | Presidente eleito em sufrágio indireto | [ 3 ]               |
| 15 | João José Ferreira de Aguiar                      |        | Partido Conservador (PCN) | 1872               | 1875               | Presidente eleito em sufrágio indireto | [ 3 ] [ 10 ] [ 11 ] |
| 16 | João Alfredo Correia de Oliveira                  |        | Partido Conservador (PCN) | 1876               | 1876               | Presidente eleito em sufrágio indireto | [ 3 ] [ 12 ]        |
| 17 | Manuel do Nascimento Machado Portela              |        | Partido Conservador (PCN) | 1877               | 1877               | Presidente eleito em sufrágio indireto | [ 3 ] [ 13 ]        |
| 18 | Augusto de Souza Leão                             |        | ?                         | 1878               | 1879               | Presidente eleito em sufrágio indireto | [ 3 ]               |
| 19 | Epaminondas Vieira da Cunha                       |        | Partido Liberal (PL)      | 1880               | 1881               | Presidente eleito em sufrágio indireto | [ 3 ] [ 14 ]        |
| 20 | Manuel Francisco de Paula Cavalcanti              |        | Partido Conservador (PCN) | 1882               | 1882               | Presidente eleito em sufrágio indireto | [ 3 ] [ 15 ]        |
| 21 | José Nicolau Valentino de Carvalho                |        | ?                         | 1883               | 1883               | Presidente eleito em sufrágio indireto | [ 3 ]               |
| 22 | Epaminondas Vieira da Cunha                       |        | Partido Liberal (PL)      | 1884               | 1885               | Presidente eleito em sufrágio indireto | [ 3 ] [ 14 ]        |
| 23 | Antônio Victor Correia                            |        | ?                         | 1886               | 1886               | Presidente eleito em sufrágio indireto | [ 3 ]               |
| 24 | José Manuel de Barros Wanderley                   |        | ?                         | 1887               | 1887               | Presidente eleito em sufrágio indireto | [ 3 ]               |
| 25 | Epaminondas Vieira da Cunha                       |        | Partido Liberal (PL)      | 1888               | 1889               | Presidente eleito em sufrágio indireto | [ 3 ] [ 14 ]        |

## Período Republicano

### Câmara dos Deputados de Pernambuco (1891–1930)
Após a Proclamação da República, foi previsto de forma genérica no artigo terceiro do Decreto n. 1, de 15 de novembro de 1889, que cada estado faria sua própria constituição. Dessa forma, após a Constituição de 1891, alguns estados (entre eles Pernambuco) optaram por ter poder legislativo bicameral, com Câmaras dos Deputados e Senados estaduais. Nessa época o estado era divido em distritos eleitorais e cada um deles elegia três representantes tanto para a Câmara dos Deputados quanto para o Senado, porém a partir de 1905 a quantidades de representantes na Câmara aumentou para cinco. Em Pernambuco, essa divisão foi de 1891 até 1930, a seguinte lista se refere aos presidentes da Câmaras dos Deputados de Pernambuco.
| N°                   | Presidente                         | Imagem | Partido                                 | Início do Mandato | Término do Mandato | Observações                                                                           | Fontes        |
| Não houve presidente |                                    |        |                                         |                   |                    |                                                                                       |               |
| 26                   | José Maria de Albuquerque Melo     |        | ?                                       | 1891              | 1891               | Presidente eleito em sufrágio interno                                                 | [ 20 ]        |
| 27                   | Luiz Augusto de Coelho Cintra      |        | ?                                       | 1892              | 1892               | Presidente eleito em sufrágio interno                                                 | [ 20 ]        |
| 28                   | José Moreira Alves da Silva        |        | ?                                       | 1893              | 1893               | Presidente eleito em sufrágio interno                                                 | [ 20 ]        |
| Não houve presidente |                                    |        |                                         |                   |                    |                                                                                       |               |
| 29                   | José Marcelino da Rosa e Silva     |        | ?                                       | 1895              | 1899               | Presidente eleito em sufrágio interno                                                 | [ 20 ]        |
| 30                   | Elpídio de Abreu e Lima Figueiredo |        | Partido Republicano de Pernambuco (PRP) | 1900              | 1900               | Presidente eleito em sufrágio interno                                                 | [ 20 ] [ 23 ] |
| 31                   | Justino da Motta Silveira          |        | ?                                       | 1900              | 1903               | Presidente eleito em sufrágio interno                                                 | [ 20 ]        |
| 32                   | João Coimbra                       |        | ?                                       | 1904              | 1907               | Presidente eleito em sufrágio interno                                                 | [ 20 ]        |
| 33                   | Estácio Coimbra                    |        | ?                                       | 1908              | 1911               | Presidente eleito em sufrágio interno                                                 | [ 20 ]        |
| 34                   | Manoel Alexandrino da Rocha        |        | ?                                       | 1912              | 1912               | Presidente eleito em sufrágio interno                                                 | [ 20 ]        |
| 35                   | José de Barros de Andrade Lima     |        | ?                                       | 1913              | 1915               | Presidente eleito em sufrágio interno                                                 | [ 20 ]        |
| 36                   | Manoel Alexandrino da Rocha        |        | ?                                       | 1916              | 1917               | Presidente eleito em sufrágio interno                                                 | [ 20 ]        |
| Não houve presidente |                                    |        |                                         |                   |                    |                                                                                       |               |
| 37                   | Otávio Hamilton Tavares Barreto    |        | ?                                       | 1919              | 1923               | Presidente eleito em sufrágio interno                                                 | [ 20 ]        |
| 38                   | Henrique Xavier de Farias          |        | ?                                       | 1924              | 1926               | Presidente eleito em sufrágio interno                                                 | [ 20 ]        |
| 39                   | Júlio Celso de Albuquerque Bello   |        | ?                                       | 1927              | 1927               | Presidente eleito em sufrágio interno                                                 | [ 20 ]        |
| 40                   | Paulo Cavalcanti de Amorim Salgado |        | ?                                       | 1928              | 1930               | Presidente eleito em sufrágio interno, posteriormente deposto pela Revolução de 1930. | [ 20 ]        |

### Assembleia Legislativa de Pernambuco (1935–2025)
| N°                                                         | Presidente                                   | Imagem | Partido | Início do Mandato      | Término do Mandato     | Observações                                                 | Fontes                   |
| Legislativo Fechado devido à Revolução de 1930 (1930-1935) |                                              | | |                        |                        |                                                             |                          |
| 41                                                         | Andrade Bezerra                              | | ? | 1935                   | 1935                   | Presidente eleito em sufrágio interno                       | [ 20 ]                   |
| 42                                                         | Félix Pimentel Barreto                       | | ? | 1936                   | 1937                   | Presidente eleito em sufrágio interno                       | [ 20 ]                   |
| Legislativo fechado devido ao Estado Novo (1937-1945)      |                                              | | |                        |                        |                                                             |                          |
| 42                                                         | Otávio Correia de Araújo                     | | Partido Social Democrático (PSD)                                                                           | 1947                   | 1950                   | Presidente eleito                                           | [ 26 ] [ 27 ]            |
| 43                                                         | Antônio Torres Galvão                        | | Partido Social Democrático (PSD)                                                                           | 1951                   | 1952                   | Presidente eleito                                           | [ nota 6 ] [ 26 ] [ 28 ] |
| 44                                                         | José Francisco de Melo Cavalcanti            | | Partido Social Democrático (PSD)                                                                           | 1953                   | 1953                   | Presidente eleito                                           | [ 29 ]                   |
| 45                                                         | Paulo Germano de Magalhães                   | | Partido Social Democrático (PSD)                                                                           | 1954                   | 1954                   | Presidente eleito                                           | [ 26 ] [ 30 ]            |
| 46                                                         | José Francisco de Melo Cavalcanti            | | Partido Social Democrático (PSD)                                                                           | 1955                   | 1957                   | Presidente eleito                                           | [ 29 ]                   |
| 47                                                         | Clélio Lemos                                 | | Partido Social Democrático (PSD)                                                                           | 1958                   | 1958                   | Presidente eleito                                           | [ 26 ] [ 31 ]            |
| 48                                                         | Constantino Carneiro de Albuquerque Maranhão | | ? | 1959                   | 1959                   | Presidente eleito                                           | [ 26 ]                   |
| 49                                                         | Antônio Cavalcanti Neves                     | | Partido Trabalhista Brasileiro (PTB)                                                                       | 1959                   | 1961                   | Presidente eleito                                           | [ 26 ] [ 32 ]            |
| 50                                                         | Paulo Pessoa Guerra                          | | Partido Social Democrático (PSD)                                                                           | 1961                   | 1962                   | Presidente eleito                                           | [ 26 ] [ 33 ]            |
| 51                                                         | Inácio de Lemos Vasconcelos                  | | ? | 1963                   | 1964                   | Presidente eleito                                           | [ 26 ]                   |
| 52                                                         | Walfrêdo Siqueira                            | | ? | 1964                   | 1966                   | Presidente eleito                                           | [ 26 ]                   |
| 53                                                         | Paulo Rodolfo de Rangel Moreira              | | Aliança Renovadora Nacional (ARENA)                                                                        | 1966                   | 1970                   | Presidente eleito                                           | [ 34 ] [ 35 ] [ nota 7 ] |
| 54                                                         | Carlos Moura de Morais Veras                 | | Aliança Renovadora Nacional (ARENA)                                                                        | 1970                   | 1971                   | Presidente eleito                                           | [ 36 ]                   |
| 55                                                         | Antônio Corrêa de Oliveira Andrade Filho     | | Aliança Renovadora Nacional ARENA                                                                          | 1971                   | 1973                   | Presidente eleito                                           | [ 37 ]                   |
| 56                                                         | Ênio Pessoa Guerra                           | | Aliança Renovadora Nacional ARENA                                                                          | 1973                   | 1973                   | Presidente eleito                                           | [ 38 ]                   |
| 57                                                         | Nivaldo Rodrigues Machado                    | | Aliança Renovadora Nacional ARENA                                                                          | 1973                   | 1974                   | Presidente eleito                                           | [ 35 ] [ 39 ]            |
| 58                                                         | Carlos Moura de Morais Veras                 | | Aliança Renovadora Nacional (ARENA)                                                                        | 1975                   | 1977                   | Presidente eleito                                           | [ 36 ]                   |
| 59                                                         | Nivaldo Rodrigues Machado                    | | Aliança Renovadora Nacional (ARENA)                                                                        | 1977                   | 1978                   | Presidente eleito                                           | [ 35 ] [ 39 ]            |
| 60                                                         | Antônio Corrêa de Oliveira Andrade Filho     | | Aliança Renovadora Nacional (ARENA)                                                                        | 1979                   | 1980                   | Presidente eleito                                           | [ 37 ]                   |
| 61                                                         | José Muniz Ramos                             | Retrato formal do ex-governador José Muniz Ramos. Ele é um homem de meia-idade, com pele clara, cabelos curtos e escuros, levemente grisalhos, penteados para trás. Usa óculos de armação fina e tem expressão séria. Está vestido com terno escuro, camisa branca e gravata azul-marinho, em um fundo claro e neutro. | Aliança Renovadora Nacional (ARENA)                                                                        | 1981                   | 1982                   | Presidente eleito                                           | [ 35 ] [ 40 ] [ nota 8 ] |
| 62                                                         | Nivaldo Rodrigues Machado                    | | Aliança Renovadora Nacional (ARENA)                                                                        | 1982                   | 1983                   | Presidente eleito                                           | [ 35 ] [ 39 ]            |
| 63                                                         | Felipe Coelho                                | | Partido Democrático Social (PDS)                                                                           | 1983                   | 1985                   | Presidente eleito                                           | [ 41 ]                   |
| 64                                                         | Osvaldo Rabelo                               | | Partido Democrático Social (PDS)                                                                           | 1985                   | 1987                   | Presidente eleito                                           | [ 42 ]                   |
| 65                                                         | João Ferreira Lima Filho                     | | Partido do Movimento Democrático Brasileiro (PMDB)                                                         | 1987                   | 1989                   | Presidente eleito                                           | [ 43 ]                   |
| 66                                                         | Clodoaldo da Silva Torres Filho              | | Partido do Movimento Democrático Brasileiro (PMDB)                                                         | 1989                   | 1991                   | Presidente eleito                                           | [ 43 ]                   |
| 67                                                         | José Geraldo da Mota Barbosa                 | | Partido da Frente Liberal (PFL)                                                                            | 1991                   | 1993                   | Presidente eleito                                           | [ 44 ]                   |
| 68                                                         | Felipe Coelho                                | | Partido da Frente Liberal (PFL)                                                                            | 1993                   | 1995                   | Presidente eleito                                           | [ 45 ]                   |
| 69                                                         | Pedro Eurico de Barros e Silva               | | Partido Socialista Brasileiro (PSB)                                                                        | 1995                   | 1997                   | Presidente eleito                                           | [ 46 ]                   |
| 70                                                         | Djalma Souto Maior Paes Júnior               | | Partido Socialista Brasileiro (PSB)                                                                        | 1997                   | 3 de fevereiro de 1999 | Presidente eleito                                           | [ 47 ] [ 48 ]            |
| 71                                                         | José Marcos de Lima                          | | Partido da Frente Liberal (PFL)                                                                            | 3 de fevereiro de 1999 | 2001                   | Presidente eleito                                           | [ 47 ] [ 49 ]            |
| 72                                                         | Romário Dias                                 | | Partido da Frente Liberal (PFL)                                                                            | 2001                   | 1 de fevereiro de 2007 | Presidente eleito                                           | [ 50 ]                   |
| 73                                                         | Guilherme Uchoa                              | | Partido Democrático Trabalhista (PDT) (2007-março 2018) Partido Social Cristão (PSC) (março-julho de 2018) | 1 de fevereiro de 2007 | 3 de julho de 2018     | Presidente eleito                                           | [ 51 ] [ 52 ] [ 53 ]     |
| 74                                                         | Cleiton Collins                              | | Progressistas (PP)                                                                                         | 3 de julho de 2018     | 1 de agosto de 2018    | 1º Vice-Presidente no cargo devido o falecimento do titular | [ 54 ]                   |
| 75                                                         | Eriberto Medeiros                            | | Progressistas (PP) (2018-2022) Partido Socialista Brasileiro (PSB) (2022-2023)                             | 1 de agosto de 2018    | 1 de fevereiro de 2023 | Presidente eleito                                           | [ 55 ] [ 56 ]            |
| 76                                                         | Álvaro Porto                                 | | Partido da Social Democracia Brasileira (PSDB)                                                             | 1 de fevereiro de 2023 | presente               | Presidente eleito                                           | [ 57 ]                   |